# Lancia Gamma
Lancia Gamma je osobní automobil vyšší střední třídy vyráběný v letech 1976 až 1984 italskou automobilkou Lancia. Nahradila model Flavia.